# 17652 Nepoti
17652 Nepoti (1996 VQ1) là một tiểu hành tinh vành đai chính được phát hiện ngày 3 tháng 11 năm 1996 bởi V. Goretti ở Pianoro.